# Sylvietta
Sylvietta är ett fågelsläkte i familjen afrikanska sångare inom ordningen tättingar. Släktet omfattar nio till elva arter som förekommer i Afrika söder om Sahara:
- Grönkrombek (S. virens)
- Citronkrombek (S. denti)
- Vitbrynad krombek (S. leucophrys)
- Nordkrombek (S. brachyura)
- Somaliakrombek (S. philippae)
- Rosthuvad krombek (S. ruficapilla)
- Rostkindad krombek (S. whytii)
- Isabellakrombek (S. isabellina)
- Långnäbbad krombek (S. rufescens)

Släktet placerades förr i den stora familjen Sylviidae, men denna har delats upp i flera familjer efter genetiska studier.